# Lớp tàu khu trục G và H
Lớp tàu khu trục G và H là một lớp gồm 24 tàu khu trục được Hải quân Hoàng gia Anh Quốc chế tạo và hạ thủy từ năm 1935 đến năm 1939; hai chiếc sau đó được chuyển cho Hải quân Hoàng gia Canada và một chiếc cho Hải quân Ba Lan. Chúng đã phục vụ trong Chiến tranh Thế giới thứ hai, khi mười sáu chiếc đã bị mất và một chiếc thứ mười bảy bị hư hại quá mức sửa chữa hiệu quả. Ngoài ra còn có những chiếc khác cùng đặc tính được chế tạo cho hải quân các nước Argentina, Brasil và Hy Lạp.

## Thiết kế

### Lớp G
Lớp G được đặt hàng như một phần của Chương trình chế tạo hải quân 1933. Thiết kế của chúng hầu như lặp lại lớp F, với sự cắt giảm kích thước đôi chút do loại bỏ turbine chạy đường trường. Vũ khí trang bị cho lớp G giống như của lớp F, sử dụng pháo QF 4,7 inch (120 mm) Mk. IX L/45 đặt trên bệ trụ xoay Mark XVII làm dàn pháo chính; góc nâng tối đa đến 40° được thực hiện bằng cách tạo một phần sàn tàu thấp hơn gọi là "giếng" (well), cho phép khóa nòng hạ thấp bên dưới mức sàn tàu. HMS Glowworm được thử nghiệm với kiểu dàn ống phóng ngư lôi năm nòng PR Mk. I, trong khi các tàu chị em giữ lại kiểu dàn ống phóng bốn nòng Mk.VIII. Mọi chiếc trong lớp G đều có cột ăn-ten trước ba chân và cột ăn-ten chính dạng cọc.

### Lớp H
Lớp H được đặt hàng tiếp nối trong Chương trình chế tạo hải quân 1934. Thiết kế hầu như lặp lại lớp G, nhưng tích hợp giải pháp thỏa đáng hơn cho góc nâng của pháo chính bằng cách bố trí lại đầu khóa nòng của khẩu pháo. Vì vậy bệ CP Mk.XVIII vẫn có góc nâng tối đa 40° mà không cần đến "giếng" sàn tàu. Cho dù kiểu ống phóng ngư lôi năm nòng đã sẵn có sau khi thử nghiệm trên HMS Glowworm, chúng không được trang bị do sự lo ngại trọng lượng nặng bên trên. Các cải tiến trong thiết kế và việc sử dụng rộng rãi kỹ thuật hàn đưa đến kết quả giảm trọng lượng choán nước khoảng 50 tấn Anh (51 t).
HMS Hero và HMS Hereward được giới thiệu một thiết kế cầu tàu mới, vốn sẽ trở nên tiêu chuẩn trên mọi tàu khu trục hạm đội từ lớp I cho đến lớp Battle năm 1944. Điều này là cần thiết vì HMS Hereward trang bị một kiểu nguyên mẫu pháo 4,7 inch (120 mm) nòng đôi trên bệ CP Mark XIX vốn sẽ được trang bị cho các lớp Tribal, J, K và N. Kiểu vũ khí này có chiều cao trục cao hơn 13 in (33 cm) so với kiểu vũ khí trước, buộc phải nâng cao phòng lái để người lái tàu có thể nhìn ra phía trước. Điều này buộc phải bố trí phòng lái ở phía trước thay vì bên dưới cầu tàu; và nó có các mặt bọc giáp nghiêng, đưa đến một hình nêm đặc trưng và một mái dốc cho phép quan sát được sàn trước từ cầu tàu. Về cấu trúc bên trong, lớp H tương tự như lớp G, ngoại trừ chiếc HMS Hyperion, có một buồng nồi hơi đơn kiểu Johnson nhỏ hơn, nhẹ hơn và tiết kiệm hơn so với thiết kế Admiralty. Tất cả các con tàu đều có các cột ăn-ten trước và sau dạng cột, và được gắn thiết bị quét mìn kiểu TSDS (Two Speed Destroyer Sweeps).

### Các soái hạm khu trục
Giống như lớp E và F, các soái hạm khu trục được chế tạo theo một thiết kế mở rộng, tích hợp thêm một khẩu pháo 4,7 inch thứ năm ở vị trí 'Q' giữa hai ống khói. Chúng dựa trên chiếc dẫn đầu của lớp F HMS Faulknor. HMS Grenville hơi ngắn hơn do nó được trang bị nồi hơi kiểu Yarrow đốt hông gọn gàng hơn. HMS Hardy dễ dàng nhận biết với cột ăn-ten trước ba chân. Cả hai đều bị mất sớm trong chiến tranh nên không có được các cải biến vào thời chiến.

### LớpHavant

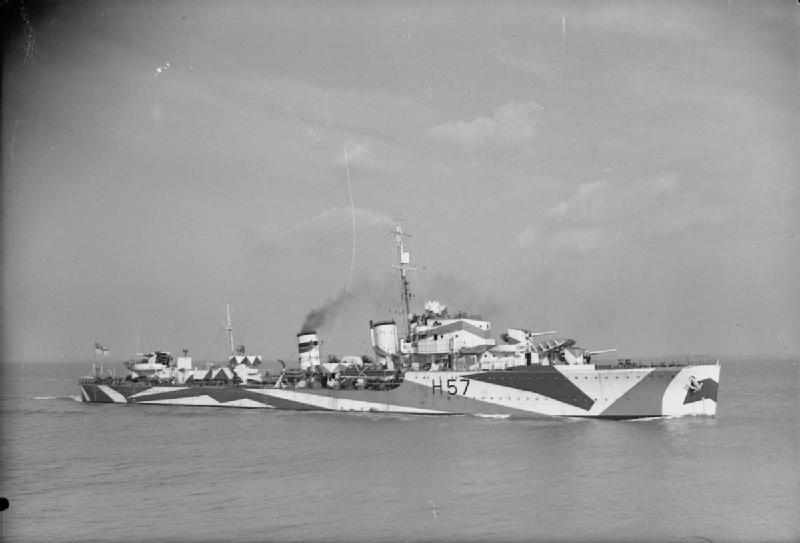
với màu sơn ngụy trang, trình bày một cầu tàu góc nghiêng áp dụng cho Hero, Hereward và những chiếc nguyên của Brasil

Lớp Havant được đặt lườn vào năm 1938 dành cho Brasil. Chúng có cột ăn-ten trước dạng cột và ăn-ten sau dạng ba chân, được hoàn tất mà không có tháp pháo 'Y' ở sàn sau nhằm tăng số lượng mìn sâu mang theo, và ống khói được cắt ngắn để cải thiện góc bắn của vũ khí phòng không. Ban đầu những chiếc lớp Havant chỉ trang bị máy đo tầm xa, nhưng sau này được kết hợp với bộ điều khiển hỏa lực trên cầu tàu, đối nghịch với hai chức năng riêng biệt trên những con tàu nữa chị em. Sau khi đưa vào biên chế cùng Hải quân Hoàng gia, Handy và Hearty được đổi tên tương ứng thành HMS Harvester và HMS Hesperus để tránh nhầm lẫn với HMS Hardy.
Sáu chiếc trong lớp Havant thoạt tiên hình thành nên Chi hạm đội Khu trục 9 của Hạm đội Nhà và được phân công nhiệm vụ chống tàu ngầm tại Scapa Flow. Đến cuối năm 1940, Chi hạm đội 9 được chuyển sang Bộ chỉ huy Tiếp cận phía Tây và được đổi tên thành Đội hộ tống 9. Đến tháng 3 năm 1942, năm chiếc lớp Havant còn lại được đặt làm tàu chỉ huy các đội thuộc Lực lượng Hộ tống giữa đại dương suốt mùa Đông 1942-1943.

## Những chiếc trong lớp

### Hải quân Hoàng gia Anh
| Tên                           | Đặt lườn            | Hạ thủy               | Hoàn tất             | Số phận |
| Lớp G                         | Lớp G               | Lớp G                 | Lớp G                | Lớp G |
| ----------------------------- | ------------------- | --------------------- | -------------------- | --- |
| Gallant                       | 15 tháng 9 năm 1934 | 26 tháng 9 năm 1935   | 25 tháng 2 năm 1936  | Tổn thất do trúng mìn gần Malta, 20 tháng 1 năm 1941                                                                                      |
| Garland                       | 22 tháng 8 năm 1934 | 24 tháng 10 năm 1935  | 3 tháng 3 năm 1936   | Chuyển cho Hải quân Ba Lan như là chiếc ORP Garland năm 1940, chuyển cho Hải quân Hoàng gia Hà Lan sau chiến tranh và bị tháo dỡ năm 1964 |
| Gipsy                         | 4 tháng 9 năm 1934  | 7 tháng 11 năm 1935   | 22 tháng 2 năm 1936  | Đắm do trúng mìn gần Harwich, 21 tháng 11 năm 1939                                                                                        |
| Glowworm                      | 15 tháng 8 năm 1934 | 22 tháng 7 năm 1935   | 22 tháng 1 năm 1936  | Đắm do đụng độ với tàu tuần dương Đức Admiral Hipper, 8 tháng 4 năm 1940                                                                  |
| Grafton                       | 30 tháng 8 năm 1934 | 18 tháng 9 năm 1935   | 20 tháng 3 năm 1936  | Bị tàu ngầm Đức U-62 đánh chìm, 29 tháng 5 năm 1940                                                                                       |
| Grenade                       | 3 tháng 10 năm 1934 | 12 tháng 11 năm 1935  | 28 tháng 3 năm 1936  | Bị không kích đánh chìm trong trận Dunkirk, 29 tháng 5 năm 1940                                                                           |
| Grenville (soái hạm khu trục) | 29 tháng 9 năm 1934 | 15 tháng 8 năm 1935   | 1 tháng 7 năm 1936   | Đắm do trúng mìn, 19 tháng 1 năm 1940. |
| Greyhound                     | 20 tháng 9 năm 1934 | 15 tháng 8 năm 1935   | 1 tháng 2 năm 1936   | Bị máy bay ném bom bổ nhào Đức đánh chìm trong trận Crete, 22 tháng 5 năm 1941                                                            |
| Griffin                       | 20 tháng 9 năm 1934 | 15 tháng 8 năm 1935   | 6 tháng 3 năm 1936   | Chuyển cho Hải quân Hoàng gia Canada năm 1943 như là chiếc HMCS Ottawa, tháo dỡ năm 1946                                                  |
| Lớp H                         |                     |                       |                      | |
| Hardy (soái hạm khu trục)     | 30 tháng 5 năm 1935 | 7 tháng 4 năm 1936    | 11 tháng 12 năm 1936 | Bị đánh đắm do hải pháo của tàu khu trục Đức Georg Thiele trong trận Narvik thứ nhất, 10 tháng 4 năm 1940                                 |
| Hasty                         | 15 tháng 4 năm 1935 | 5 tháng 5 năm 1936    | 11 tháng 11 năm 1936 | Trúng ngư lôi của xuồng phóng lôi Đức S-55, 14 tháng 6 năm 1942; bị Hotspur đánh đắm gần Derna, 15 tháng 6 năm 1942                       |
| Havock                        | 15 tháng 5 năm 1935 | 7 tháng 7 năm 1936    | 16 tháng 1 năm 1937  | Mắc cạn gần Kelibia, Tunisia và bị đánh đắm, 6 tháng 4 năm 1942                                                                           |
| Hereward                      | 28 tháng 2 năm 1935 | 10 tháng 3 năm 1936   | 9 tháng 12 năm 1936  | Bị máy bay ném bom bổ nhào Đức đánh chìm gần Plaka, Crete, 29 tháng 5 năm 1941                                                            |
| Hero                          | 28 tháng 2 năm 1935 | 10 tháng 3 năm 1936   | 21 tháng 10 năm 1936 | Chuyển cho Hải quân Hoàng gia Canada năm 1943 như là chiếc HMCS Chaudiere, tháo dỡ năm 1945                                               |
| Hostile                       | 27 tháng 2 năm 1935 | 24 tháng 1 năm 1936   | 10 tháng 9 năm 1936  | Hư hại do trúng mìn và bị Hero đánh đắm, 23 tháng 8 năm 1940                                                                              |
| Hotspur                       | 27 tháng 2 năm 1935 | 23 tháng 3 năm 1936   | 29 tháng 12 năm 1936 | Bán cho Hải quân Cộng hòa Dominica, 1949                                                                                                  |
| Hunter                        | 27 tháng 3 năm 1935 | 25 tháng 2 năm 1936   | 30 tháng 9 năm 1936  | Bị tàu khu trục Đức đánh đắm trong trận Narvik, 10 tháng 4 năm 1940                                                                       |
| Hyperion                      | 27 tháng 3 năm 1935 | 8 tháng 4 năm 1936    | 3 tháng 12 năm 1936  | Đắm do trúng mìn gần Pantelleria, 22 tháng 12 năm 1940                                                                                    |
| Lớp Havant                    |                     |                       |                      | |
| Harvester (Handy, Jurua)      | 3 tháng 6 năm 1938  | 29 tháng 9 năm 1939   | 23 tháng 5 năm 1940  | Bị tàu ngầm Đức U-432 đánh chìm, 11 tháng 3 năm 1943.                                                                                     |
| Havant (Javary)               | 30 tháng 3 năm 1938 | 17 tháng 7 năm 1939   | 19 tháng 12 năm 1939 | Bị hư hại do không kích trong trận Dunkirk và bị Saltash đánh đắm, 1 tháng 6 năm 1940                                                     |
| Havelock (Jutahy)             | 30 tháng 3 năm 1938 | 16 tháng 10 năm 1939  | 10 tháng 2 năm 1940  | Bị tháo dỡ 1946 |
| Hesperus (Hearty, Juruena)    | 6 tháng 7 năm 1938  | 1 tháng 8 năm 1939    | 22 tháng 1 năm 1940  | Bị tháo dỡ 1946 |
| Highlander (Juguaribe)        | 28 tháng 9 năm 1938 | 19 tháng 10 năm 1939. | 18 tháng 3 năm 1940  | Bị tháo dỡ 1947 |
| Hurricane (Japarua)           | 30 tháng 6 năm 1938 | 29 tháng 9 năm 1939   | 21 tháng 6 năm 1940  | Bị tàu ngầm Đức U-415 đánh chìm, 24 tháng 12 năm 1943                                                                                     |

### Hải quân Argentine
Bảy chiếc tàu khu trục có cùng đặc tính kỹ thuật với lớp G và H đã được chế tạo cho Hải quân Argentine như là lớp Buenos Aires; chúng được chế tạo bởi các hãng Vickers Armstrongs (Barrow) ở Cammell Laird và John Brown & Company ở Clydebank, và được bàn giao vào năm 1938.

### Hải quân Brasil
Brasil đặt mua của Anh sáu chiếc lớp Jarua vào năm 1938. Những chiếc này bị Anh mua lại khi chiến tranh nổ ra vào năm 1939 và đổi tên thành lớp Havant như được mô tả bên trên. Để thay thế, Brasil quyết định tự sản xuất tàu khu trục, lớp Acre, tại xưởng tàu Ilha das Cobras, Rio de Janeiro. Thiết kế được dựa trên bản vẽ lớp H do Anh cung cấp, nhưng với vũ khí và động cơ do Hoa Kỳ sản xuất. Cho dù được đặt lườn từ năm 1940, sáu chiếc thuộc lớp này chỉ hoàn tất vào năm 1949–1951.

### Hải quân Hoàng gia Hy Lạp
Hai chiếc thuộc một phiên bản cải biến của lớp G đã được hãng Yarrow chế tạo cho Hải quân Hoàng gia Hy Lạp. Chúng được trang bị hải pháo 12,7 cm SK C/34 và pháo phòng không 37 mm do Đức chế tạo. Việc trang bị vũ khí được thực hiện tại Hy Lạp, vì phía Đức từ chối vận chuyển kiểu vũ khí này sang Anh.
- Tàu khu trục Vasilefs Georgios, được đặt tên theo Vua George I, đã phục vụ cho Hải quân Hoàng gia Hy Lạp trong cuộc Chiến tranh Hy Lạp-Ý. Bị máy bay Đức gây hư hại, nó xoay xở đi đến được Xưởng hải quân Salamis và được đưa vào ụ tàu để sửa chữa, nhưng tiếp tục bị hư hại thêm do các cuộc không kích của Đức, nên cuối cùng bị đánh đắm để tránh bị chiếm giữ. Người Đức đã trục vớt nó, sửa chữa, và cho hoạt động cùng Hải quân Đức Quốc xã như là chiếc Hermes (ZG3) vào ngày 21 tháng 3 năm 1942. Hermes bị hư hại nặng ngoài khơi mũi Bon vào ngày 30 tháng 4 năm 1943, và bị đánh đắm vào ngày 7 tháng 5 năm 1943.
- Tàu khu trục Vasilissa Olga, được đặt tên theo Hoàng hậu Olga, cũng từng phục vụ trong cuộc Chiến tranh Hy Lạp-Ý. Nó cùng các tàu chiến khác đào thoát được đến Alexandria vào tháng 5 năm 1941 và gia nhập lực lượng Đồng Minh. Nó bị mất trong chiến tranh do không kích của máy bay Đức đang khi thả neo trong vịnh Lakki, Leros vào ngày 26 tháng 9 năm 1943.

Hai chiếc khác, Vasilefs Konstantinos và Vasilissa Sofia, được đặt tên theo Vua Konstantinos I và Hoàng hậu Sofia tương ứng, được dự định chế tạo ngay tại Hy Lạp, nhưng công việc bị ngừng lại do Thế Chiến II nổ ra.